# Batina (Draž)
Batina es una localidad de Croacia en el ejido del municipio de Draž, condado de Osijek-Baranya.

## Geografía
Se encuentra en la ribera del Danubio, que en ese punto es frontera con Serbia, a una altitud de 887 m s. n. m. a 315 km de la capital nacional, Zagreb.

## Demografía
En el censo 2011 el total de población de la localidad fue de 879 habitantes.
| Gráfica de población de Batina 1857-2011                            |
|                                                                     |
| Según los censos de población de la oficina estadística de Croacia. |